# Хоменко, Григорий Семёнович
Григорий Семёнович Хоменко (укр. Хоменко Григорій Семенович; 1903 — 1969) — украинский советский политический деятель, депутат Верховного Совета УССР I созыва. Член Ревизионной комиссии КП(б)У (1938—1940).

## Биография
Родился в 1903 году в бедной крестьянской семье Семёна Романовича Хоменко в селе Степанцы, ныне Каневского района Черкасской области. С 1916 года батрачил, был сельским активистом. В начале 1920-х годов возглавлял комитет неимущих крестьян села Степанцы, занимался реквизициями помещичьей земли и имущества сельских богачей.
В 1923—1927 годах служил в Красной армии. С 1927 года работал в железнодорожном отделении ГПУ УССР, в рабоче-крестьянской милиции.
Член ВКП(б) с 1927 года.
Активно участвовал в проведении коллективизации на Днепропетровщине.
С 1931 года учился в Харьковском институте народного образования. С 1934 года работал директором средней школы города Днепропетровска.
В январе — апреле 1938 года — заведующий Днепропетровским областным отделом народного просвещения.
С конца апреля по 19 декабря 1938 — народный комиссар просвещения Украинской ССР.
26 июня 1938 года избран депутатом Верховного Совета Украинской ССР I созыва по Ново-Васильевскому избирательному округу № 221 Днепропетровской области.
В декабре 1938 года уволен с должности народного комиссара просвещения, «как не справившийся с работой».
С 23 августа 1946 по 1963 год — заведующий Ровенским областным отделом народного просвещения.
Скончался в 1969 году.